# Glens Falls North
Glens Falls North és una concentració de població designada pel cens dels Estats Units a l'estat de Nova York. Segons el cens del 2000 tenia 8.061 habitants.

## Demografia
Segons el cens del 2000, Glens Falls North tenia 8.061 habitants, 3.533 habitatges, i 2.254 famílies. La densitat de població era de 384,7 habitants/km².
Dels 3.533 habitatges en un 27,7% hi vivien nens de menys de 18 anys, en un 51,3% hi vivien parelles casades, en un 9,9% dones solteres, i en un 36,2% no eren unitats familiars. En el 31% dels habitatges hi vivien persones soles el 17,1% de les quals corresponia a persones de 65 anys o més que vivien soles. El nombre mitjà de persones vivint en cada habitatge era de 2,28 i el nombre mitjà de persones que vivien en cada família era de 2,86.
Per edats la població es repartia de la següent manera: un 22,8% tenia menys de 18 anys, un 6,2% entre 18 i 24, un 25,5% entre 25 i 44, un 26,1% de 45 a 60 i un 19,4% 65 anys o més.
L'edat mediana era de 42 anys. Per cada 100 dones de 18 o més anys hi havia 81,4 homes.
La renda mediana per habitatge era de 42.424 $ i la renda mediana per família de 56.647 $. Els homes tenien una renda mediana de 40.816 $ mentre que les dones 25.388 $. La renda per capita de la població era de 27.460 $. Entorn del 6,3% de les famílies i el 7,1% de la població estaven per davall del llindar de pobresa.